# Golden Isles de Géorgie
Les Golden Isles de Georgie sont un groupe de quatre îles-barrières située le long de la côte de la Géorgie sur l'océan Atlantique. Il s'agit de l'île de Saint-Simon, l'île de Jekyll, Sea Island et la petite île de Saint-Simon. Elles font partie des Sea Islands, lesquelles regroupent l'ensemble des huit îles qui s'étendent tout le long de la façade maritime de l’État.
L'île de Sapelo comme l'île de Cumberland, Ossabaw Island et l'île Sainte-Catherine ne sont pas considérées comme faisant partie des Golden Isles.
Depuis la guerre de Sécession toutes les îles à l'exception de la Petite île de Saint Simon sont devenues des destinations élitistes fréquentées par les plus riches familles du monde. Les trois îles ont aussi des résidents permanents : d'après le recensement effectué en 2000, l'île de Saint-Simon était la plus peuplée avec 13 000 habitants.